# Susana Feitor
Susana Paula de Jesus Feitor (Alcobertas, 28 januari 1975) is een van de meest succesvolle Portugese snelwandelaarster aller tijden. Ze werd meervoudig Portugees kampioene, wereldjeugdkampioene en Europees jeugdkampioene in deze discipline. Ze nam vijfmaal deel aan de Olympische Spelen, maar won hierbij geen medailles.

## Biografie
Al op vijftienjarige leeftijd werd Feitor in Plovdiv wereldkampioene bij de junioren op de 5000 m snelwandelen, een prestatie die ze vier jaar later in eigen land in Lissabon net niet wist te herhalen, toen ze tweede werd achter Irina Stankina. Wel werd ze in 1993 ook Europees kampioene bij de junioren.
Op de Olympische Spelen van 1992 in Barcelona stond het snelwandelen bij de vrouwen voor het eerst op het programma, toen nog over 10 kilometer; sinds 2000 staat de 20 km snelwandelen op het programma. Feitor nam al op zeventienjarige leeftijd voor het eerst deel aan de Olympische Spelen, maar werd gediskwalificeerd. Ook bij de volgende drie Olympische Spelen deed ze mee, maar boekte geen grote successen.
Bij de senioren behoorde Feitor inmiddels jarenlang tot de subtop. Tweemaal won ze een bronzen medaille bij een groot toernooi. In 1998 won ze die medaille bij de 10 km snelwandelen tijdens de Europese kampioenschappen in Boedapest achter de Italiaanse atletes Annarita Sidotti (goud) en Erica Afridi (zilver). In 2005 werd het opnieuw brons op de wereldkampioenschappen in Helsinki op de 20 km snelwandelen achter de Russische Olimpiada Ivanova en de Wit-Russische Ryta Toerava. 
Op de Olympische Spelen van 2008 in Peking moest Feitor op hetzelfde onderdeel voor de finish uitstappen.

## Titels
- Portugees kampioene 10.000 m snelwandelen: 1992, 1994, 1995, 1996, 1997, 1998, 1999, 2000, 2001, 2002, 2003, 2004
- Portugees indoorkampioene 3000 m snelwandelen: 1993, 1994, 1995, 1997, 1998, 1999, 2000, 2001, 2002, 2003, 2004
- Portugees kampioene 10 km snelwandelen: 1992, 1993, 1994, 1995, 1997
- Portugees kampioene 20 km snelwandelen: 1998, 1999, 2001, 2002, 2003, 2004
- Wereldjuniorenkampioene 5000 m snelwandelen: 1990
- Europees juniorenkampioene 5000 m snelwandelen: 1993

## Persoonlijke records
| Onderdeel                    | Prestatie | Datum             | Plaats               |
| ---------------------------- | --------- | ----------------- | -------------------- |
| 3000 m snelwandelen          | 12.08,30  | 3 juni 2001       | Vila Real St António |
| 3000 m snelwandelen (indoor) | 12.21,7   | 19 februari 1994  | Braga                |
| 5000 m snelwandelen          | 20.40,24  | 9 mei 2001        | Rio Maior            |
| 10.000 m snelwandelen        | 44.07,80  | 2 augustus 2003   | Seia                 |
| 10 km snelwandelen           | 42.39     | 11 maart 2001     | Lanciano             |
| 20.000 meter snelwandelen    | 1:29.36,4 | 21 juli 2001      | Lissabon             |
| 20 km snelwandelen           | 1:27.55   | 11 mei 2008       | Rio Maior            |
| Halve marathon               | 1:28.50   | 24 september 2006 | Lissabon             |

## Palmares

### 5000 m snelwandelen
- 1990:  WK junioren - 21.44,30
- 1991:  EK junioren
- 1993:  EK junioren
- 1994:  WK junioren - 21.12,87

### 10 km snelwandelen
- 1991: 17e WK - 45.37
- 1992: DSQ OS
- 1993: 11e WK - 45.06
- 1995: 16e Wereldbeker - 44:25
- 1995: 17e WK - 44:25
- 1996: 13e OS - 44.24
- 1997:  EK (onder 23 jaar) - 44.26
- 1998:  EK - 42.55
- 2001:  Universiade - 43.40

### 20 km snelwandelen
- 1999: 9e Wereldbeker - 1:30.13
- 1999: 4e WK - 1:31.23
- 2000: 14e OS - 1:33.53
- 2002: 14e Wereldbeker - 1:32.57
- 2003: 5e Europacup - 1:29.08
- 2003: 9e WK - 1:30.15
- 2004: 20e OS - 1:32.47
- 2005:  WK - 1:28.44
- 2006: 14e EK - 1:32.19
- 2007: 5e WK - 1:32.01
- 2008: 10e Wereldbeker - 1:29.38
- 2008: DNF OS
- 2009: 10e WK - 1:32.42
- 2010: 16e Wereldbeker - 1:37.58
- 2011: 4e WK - 1:31.26 (na DQ van Olga Kaniskina en Anisja Kirdjapkina)

## Prestatieontwikkeling
| Jaar | 3000 m snelwandelen (in minuten) | 5000 m snelwandelen (in minuten) | 10.000 m snelwandelen (in minuten) | 10 km snelwandelen (in minuten) | 20.000 m snelwandelen (in uren) | 20 km snelwandelen (in minuten) |
| ---- | -------------------------------- | -------------------------------- | ---------------------------------- | ------------------------------- | ------------------------------- | ------------------------------- |
| 1990 | -                                | 21.44,30                         | -                                  | -                               | -                               | -                               |
| 1991 | -                                | -                                | -                                  | 45.37                           | -                               | -                               |
| 1992 | -                                | -                                | -                                  | 45.24                           | -                               | -                               |
| 1993 | -                                | 21.01,8                          | 43.44                              | -                               | -                               | -                               |
| 1994 | -                                | 21.12,87                         | 45.17,7                            | 43.30                           | -                               | -                               |
| 1995 | -                                | -                                | -                                  | 44.05                           | -                               | -                               |
| 1996 | -                                | 20.55,90                         | -                                  | 43.37                           | -                               | -                               |
| 1997 | -                                | -                                | 45.00,77                           | 44.26                           | -                               | -                               |
| 1998 | -                                | -                                | -                                  | 42.55,00                        | -                               | 1:31.03                         |
| 1999 | -                                | -                                | 44.52,83                           | 44.36                           | -                               | 1:30.13                         |
| 2000 | 12.28,78                         | 21.35,08                         | 44.36,79                           | 43.55                           | 1:36.11,6                       | 1:28.19                         |
| 2001 | 12.08,30                         | 20.40,24                         | 44.38,87                           | 42.39                           | 1:29.36,4                       | 1:27.55                         |
| 2002 | 12.21,82                         | -                                | -                                  | 44.24                           | 1:33.56,1                       | 1:31.12                         |
| 2003 | 12.32,21                         | -                                | 44.07,80                           | 44.17                           | -                               | 1:29.08                         |
| 2004 | 12.51,63                         | -                                | 44.31,21                           | -                               | -                               | 1:29.13                         |
| 2005 | -                                | 21.25,4                          | -                                  | -                               | -                               | 1:28.44                         |
| 2006 | -                                | -                                | -                                  | -                               | -                               | 1:31.43                         |
| 2007 | -                                | -                                | 44.13,87                           | 44.58                           | -                               | 1:31.15                         |
| 2008 | -                                | -                                | -                                  | -                               | -                               | 1:29.31                         |